# 陈强 (1956年10月)
陈强（1956年10月—），男，安徽宁国人，中华人民共和国政治人物。安徽劳动大学政教系毕业，中央党校在职研究生学历。

## 生平
1978年10月起，陈强历任安徽劳动大学人事处干事，中共皖南农学院党委组织部秘书、党委宣传部副部长。1986年4月，任安徽省宣城地委宣传部副部长。1993年4月，任宣城地委副秘书长。1994年2月，任宣城地区体改委主任。1995年6月，任安徽省社会科学界联合会秘书长。1997年1月，任安徽省社会科学界联合会副主席。2000年5月，任安徽省委宣传部副部长。2001年9月，任安徽日报社总编辑、党委书记。2003年8月，安徽日报报业集团成立后，出任安徽日报社首任社长。
2008年3月，陈强外放地方，出任任中共黄山市委副书记。2008年6月，任黄山市人民政府市长。2009年8月，转任中共巢湖市委书记，并于2010年1月兼任巢湖市人大常委会主任。2011年12月，任中共池州市委书记。2015年2月，任安徽省人民政府党组成员、省促进旅游改革发展领导小组副组长。2017年2月退休。